# Micula (gmina)
Micula – gmina w Rumunii, w okręgu Satu Mare. Obejmuje miejscowości Bercu Noua, Micula i Micula Nouă. W 2011 roku liczyła 3659 mieszkańców.